# María Turgenova
María Turgenova (1900–27 juin 1972) est une actrice et chanteuse espagnole, active en Argentine. Née en Espagne, elle meurt à Buenos Aires.

## Biographie
Née en Espagne en 1900, María Turgenova a été mariée avec le réalisateur José A. Ferreyra en 1924 et 1931. Elle est la vedette féminine de plusieurs de ses films.

## Filmographie
- 1925 : El organito de la tarde

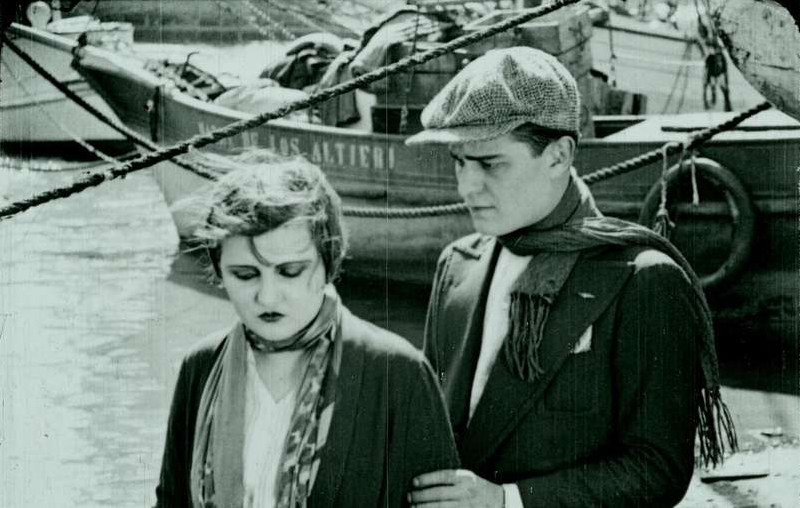
María Turgenova dans Perdón, viejita (1927).

- 1926 : La costurerita que dio aquel mal paso
- 1926 : Muchachita de Chiclana
- 1927 : Perdón, viejita
- 1930 : El cantar de mi ciudad
- 1930 : La canción del gaucho
- 1931 : Muñequitas porteñas